# Survivor 42
Survivor 42 es la cuadragésima segunda temporada del reality show estadounidense Survivor de la cadena CBS en Estados Unidos y en otra cadena Global en Canadá.
Tanto la temporada 41 como la 42 de Survivor se ordenaron originalmente en mayo de 2020. La producción y transmisión de la temporada se vio afectada por la pandemia de COVID-19. La temporada fue filmada en Islas Mamanuca, Fiji, la novena temporada consecutiva en ese lugar, estaba previsto que comenzara a filmarse de marzo a mayo de 2020, y la temporada estaba programada para emitirse en CBS a partir de septiembre de 2020 como parte de la temporada televisiva 2020-21, pero las restricciones de viaje en todo el mundo y el cierre de fronteras de Fiji obligaron a posponer la producción a un año en marzo de 2021. y la transmisión se trasladó a la temporada televisiva 2021-22.
La temporada se emitió el 9 de marzo de 2022 y terminó el 25 de mayo del mismo año y por segunda vez en CBS en Estados Unidos y Global en Canadá, cuando Maryanne Oketch fue nombrada ganadora encima de Mike Turner y Romeo Escobar en una votación de 7-1-0. Oketch se convirtió en la segunda persona canadiense mujer de los tres de esta temporada en ganar el juego después de Erika Casupanan de la temporada 41, la quinta afro-ascendiente en ganar después de Vecepia Towery de Survivor: Marquesas, Earl Cole de Survivor: Fiji, Jeremy Collins en Survivor: Cambodia y Wendell Holland de Survivor: Ghost Island, y la segunda persona mujer negra en ganar después de Towery.

## Programa

### Desarrollo
Aunque la producción y el rodaje estaban programados inicialmente para comenzar el 24 de marzo de 2020 y concluirían el 1 de mayo con un estándar de 39 días de juego, se retrasaron hasta 2021 debido a las restricciones de viaje internacionales relacionadas con la pandemia de COVID-19. Por lo general, el programa lanza dos temporadas por año de temporada de televisión, una que debuta alrededor del otoño (septiembre) y la otra que debuta a fines del invierno / principios de la primavera (febrero o marzo). Sin embargo, debido a la pandemia, el equipo de Survivor no pudo producir ni la temporada 41 ni la posterior temporada 42 en 2020. La producción había considerado filmar a nivel nacional en Georgia o Hawái, pero la imprevisibilidad de la pandemia retrasó la filmación hasta 2021. El 11 de febrero de 2021, Faiyaz Koya, el ministro de Comercio, Turismo y Transporte de Fiji, aprobó la filmación de esta temporada con el equipo obligado a llegar en grupos y ponerse en cuarentena antes de la filmación. El 22 de marzo de 2021, Jeff Probst anunció en el lugar que la producción de esta temporada estaba programada para comenzar y el rodaje finalmente comenzó el 15 de abril. Al igual que la temporada pasada, es una temporada acortada que abarca solo 26 de los 39 días habituales, debido a la pandemia de COVID-19 que requiere que todos los miembros del elenco y la producción se pongan en cuarentena durante 14 días y ocupen parte del corto tiempo de producción.

#### Jugabilidad
Esta temporada hizo de retorno varios giros introducidos en la temporada pasada, incluyendo el "Disparo en la Oscuridad", que ofrecía a los jugadores del Consejo Tribal la oportunidad de inmunidad a cambio de renunciar a su voto, el "Beware Advantage", que restringía la capacidad de los jugadores para votar hasta que sus ídolos de inmunidad se activaran, y varios juegos de decisión que obligaban a los jugadores a tomar decisiones que alteraban el juego. La novedad de esta temporada fue el "Amuleto de ventaja", que inicialmente fue compartido por tres jugadores al comienzo del juego; Cuantos menos de sus propietarios permanecieran en el juego, más poder ganaba.

## Equipo del programa
- Presentador: Jeff Probst lidera los desafíos grupales, individuales y los consejos tribales.

## Concursantes
El elenco estuvo compuesto por 18 nuevos jugadores, divididos en dos tribus: Vati, Taku y Vati, que contiene seis miembros cada uno. Los nombres de las tribus, en fiyiano, provienen de varias especies de "Pez", "Tortuga Carey" y "Cangrejo nadador", respectivamente. El nombre de la tribu fusionada Kula Kula proviene de la palabra fiyiana "Kula" que significa Lory de collar, el ave nacional de Fiji.
El elenco incluía a tres residentes canadienses primeramente y de nueva cuenta entre el mismo (Drea Wheeler, Maryanne Oketch, Omar Zaheer). Swati Goel, una de las concursantes de esta temporada, fue anteriormente autora colaboradora de la Fundación Wikimedia.
| Concursante                                     | Tribu Original |                                      | Tribu Fusionada      | Resultado final                                | Votos |
| ----------------------------------------------- | -------------- | ------------------------------------ | -------------------- | ---------------------------------------------- | ----- |
| Maryanne Oketch 24, Ajax, Ontario               | Taku           | N/A                                  | Kula Kula            | Única Sobreviviente                            | 2     |
| Mike Turner 58, Gulf Shores, Alabama            | Vati           | N/A                                  | Kula Kula            | Finalista                                      | 4     |
| Romeo Escobar 37, Norwalk, California           | Ika            | N/A                                  | Kula Kula            | Finalista                                      | 5     |
| Jonathan Young 29, Chicago, Ilionis             | Taku           | N/A                                  | Kula Kula            | Eliminado 8.vo Miembro del jurado Día 25       | 7     |
| Lindsay Dolashewich 31, Asbury Park, New Jersey | Taku           | N/A                                  | Kula Kula            | 13.ª Eliminada 7.mo Miembro del jurado Día 24  | 5     |
| Omar Zaheer 31, Whitby, Ontario                 | Taku           | N/A                                  | Kula Kula            | 12.° Eliminado 6.to Miembro del jurado Día 23  | 3     |
| Drea Wheeler 35, Montreal, Quebec               | Ika            | N/A                                  | Kula Kula            | 11.ra Eliminada 5.to Miembro del jurado Día 21 | 5     |
| Hai Giang 29, Nueva Orleans, Luisiana           | Vati           | N/A                                  | Kula Kula            | 10.o Eliminado 4.to Miembro del jurado Día 19  | 7     |
| Tori Meehan 25, Rogers, Arkansas                | Ika            | N/A                                  | Kula Kula            | 9.ª Eliminada 3.er Miembro del jurado Día 17   | 5     |
| Rocksroy Bailey 44, Las Vegas, Nevada           | Ika            | N/A                                  | Kula Kula            | 8.° Eliminado 2.do Miembro del jurado Día 17   | 4     |
| Chanelle Howell 28, New York City, New York     | Vati           | N/A                                  | Kula Kula            | 7.ª Eliminada 1.er Miembro del jurado Día 16   | 9     |
| Lydia Meredith 22, Santa Mónica, California     | Vati           | N/A                                  |                      | 6.ª Eliminada Día 14                           | 8     |
| Daniel Strunk 30, New Haven, Connecticut        | Vati           |                                      | 5.º Eliminado Día 11 | 2                                              |       |
| Swati Goel 19, Palo Alto, California            | Ika            | 4.ª Eliminada Día 9                  | 3                    |                                                |       |
| Jenny Kim 43, Brooklyn, New York                | Vati           | 3.ª Eliminada Día 7                  | 2                    |                                                |       |
| Marya Sherron 47, Noblesville, Indiana          | Taku           | 2.ª Eliminada Día 5                  | 3                    |                                                |       |
| Zach Wurtenberger 22, San Luis, Misuri          | Ika            | 1.er Eliminado Día 3                 | 5                    |                                                |       |
| Jackson Fox 48, Houston, Texas                  | Taku           | Abandono por emergencia médica Día 3 | 0                    |                                                |       |

1. ↑  Al comienzo de la fase individual del juego en el Día 12, los náufragos tenían que ganarse su lugar en la tribu fusionada ganando inmunidad o sobreviviendo al Consejo Tribal del Día 14.

## Desarrollo
| Episodio                                  | Fecha de emisión    | Ganadores de los desafíos                                                                     | Ganadores de los desafíos                                                                     | Eliminado(a) | Final                                          |
| Episodio                                  | Fecha de emisión    | Recompensa                                                                                    | Inmunidad                                                                                     | Eliminado(a) | Final                                          |
| ----------------------------------------- | ------------------- | --------------------------------------------------------------------------------------------- | --------------------------------------------------------------------------------------------- | ------------ | ---------------------------------------------- |
| "Feels Like a Rollercoaster"              | 9 de marzo de 2022  | Ika                                                                                           | N/A                                                                                           | Jackson      | Abandono por emergencia médica Día 3           |
| "Feels Like a Rollercoaster"              | 9 de marzo de 2022  | N/A                                                                                           | Taku                                                                                          | Zach         | 1.er Eliminado Día 3                           |
| "Feels Like a Rollercoaster"              | 9 de marzo de 2022  | N/A                                                                                           | Vati                                                                                          | Zach         | 1.er Eliminado Día 3                           |
| "Good and Guilty"                         | 16 de marzo de 2022 | Vati                                                                                          | Vati                                                                                          | Marya        | 2.ª Eliminada Día 5                            |
| "Good and Guilty"                         | 16 de marzo de 2022 | Ika                                                                                           |                                                                                               | Marya        | 2.ª Eliminada Día 5                            |
| "Go for the Gusto"                        | 23 de marzo de 2022 | Taku                                                                                          | Taku                                                                                          | Jenny        | 3.ª Eliminado Día 7                            |
| "Go for the Gusto"                        | 23 de marzo de 2022 | Ika                                                                                           |                                                                                               | Jenny        | 3.ª Eliminado Día 7                            |
| "Vibe of the Tribe"                       | 30 de marzo de 2022 | Taku                                                                                          | Taku                                                                                          | Swati        | 4.ª Eliminada Día 9                            |
| "Vibe of the Tribe"                       | 30 de marzo de 2022 | Taku                                                                                          | Vati                                                                                          | Swati        | 4.ª Eliminada Día 9                            |
| "I'm Survivor Rich"                       | 6 de abril de 2022  | Ika                                                                                           | Ika                                                                                           | Daniel       | 5.º Eliminado Día 11                           |
| "I'm Survivor Rich"                       | 6 de abril de 2022  | Taku                                                                                          |                                                                                               | Daniel       | 5.º Eliminado Día 11                           |
| "You Can't Hide on Survivor"              | 13 de abril de 2022 | Hai, Jonathan, Lydia, Maryanne, Tori, [Lindsay] (Chanelle, Drea, Mike, Omar, Rocksroy, Romeo) | Hai, Jonathan, Lydia, Maryanne, Tori, [Lindsay] (Chanelle, Drea, Mike, Omar, Rocksroy, Romeo) | N/A          | N/A                                            |
| "The Devil You Do or The Devil You Don’t" | 13 de abril de 2022 | Hai, Jonathan, Lydia, Maryanne, Tori, [Lindsay] (Chanelle, Drea, Mike, Omar, Rocksroy, Romeo) | Hai, Jonathan, Lydia, Maryanne, Tori, [Lindsay] (Chanelle, Drea, Mike, Omar, Rocksroy, Romeo) | Lydia        | 6.ª Eliminada Día 14                           |
| "The Devil You Do or The Devil You Don’t" | 13 de abril de 2022 | Tori                                                                                          |                                                                                               | Lydia        | 6.ª Eliminada Día 14                           |
| "You Better Be Wearing a Seatbelt"        | 20 de abril de 2022 | Chanelle, Jonathan, Omar, Rocksroy, Tori                                                      | Tori                                                                                          | Chanelle     | 7.ª Eliminada 1.er Miembro del jurado Día 16   |
| "Game of Chicken"                         | 27 de abril de 2022 | Jonathan [Drea, Lindsay, Maryanne, Tori]                                                      | Hai                                                                                           | Rocksroy     | 8.vo Eliminado 2.do Miembro del jurado Día 17  |
| "Game of Chicken"                         | 27 de abril de 2022 | Jonathan [Drea, Lindsay, Maryanne, Tori]                                                      | Jonathan                                                                                      | Tori         | 9.ª Eliminada 3.er Miembro del jurado Día 17   |
| "Tell a Good Lie, Not a Stupid Lie"       | 4 de mayo de 2022   | Lindsay [Mike, Omar]                                                                          | Lindsay                                                                                       | Hai          | 10.o Eliminado 4.to Miembro del jurado Día 17  |
| "Battle Royale"                           | 11 de mayo de 2022  | N/A                                                                                           | Jonathan                                                                                      | Drea         | 11.ra Eliminada 5.to Miembro del jurado Día 19 |
| "Caterpillar to a Butterfly"              | 18 de mayo de 2022  | Omar [Maryanne, Mike, Romeo]                                                                  | Lindsay                                                                                       | Omar         | 12.° Eliminado 6.to Miembro del jurado Día 21  |
| "It Comes Down to This"                   | 25 de mayo de 2022  | Mike [Jonathan]                                                                               | Mike                                                                                          | Lindsay      | 13.ra Eliminada 7.mo Miembro del jurado Día 24 |
| "It Comes Down to This"                   | 25 de mayo de 2022  | N/A                                                                                           | Romeo [Maryanne]                                                                              | Jonathan     | Eliminado 7.mo Miembro del jurado Día 25       |
| "It Comes Down to This"                   | 25 de mayo de 2022  | Voto del jurado                                                                               |                                                                                               |              |                                                |
| "It Comes Down to This"                   | 25 de mayo de 2022  | Romeo                                                                                         | Finalista                                                                                     |              |                                                |
| "It Comes Down to This"                   | 25 de mayo de 2022  | Mike                                                                                          | Finalista                                                                                     |              |                                                |
| "It Comes Down to This"                   | 25 de mayo de 2022  | Maryanne                                                                                      | Única Sobreviviente                                                                           |              |                                                |

## Votos del «Consejo Tribal»
|             |             | Tribus Originales | Tribus Originales | Tribus Originales | Tribus Originales | Tribus Originales | Tribus Originales | Tribus Originales | Tribus Originales | Tribus Originales | N/A      | Tribu Fusionada | Tribu Fusionada | Tribu Fusionada | Tribu Fusionada | Tribu Fusionada | Tribu Fusionada | Tribu Fusionada | Tribu Fusionada | Tribu Fusionada | Tribu Fusionada |
| ----------- | ----------- | ----------------- | ----------------- | ----------------- | ----------------- | ----------------- | ----------------- | ----------------- | ----------------- | ----------------- | -------- | --------------- | --------------- | --------------- | --------------- | --------------- | --------------- | --------------- | --------------- | --------------- | --------------- |
| Episodio #: | Episodio #: | 1                 | 1                 | 2                 | 3                 | 3                 | 3                 | 4                 | 5                 | 5                 | 6/7      | 8               | 9               | 9               | 10              | 11              | 12              | 13              | 13              |                 |                 |
| Día #       | Día #       | 3                 | 3                 | 5                 | 7                 | 7                 | 7                 | 9                 | 11                | 11                | 14       | 16              | 17              | 17              | 19              | 21              | 23              | 24              | 25              |                 |                 |
| Eliminados: | Eliminados: | Jackson           | Zach              | Marya             | Empate            | Empate            | Jenny             | Swati             | Empate            | Daniel            | Lydia    | Chanelle        | Rocksroy        | Tori            | Hai             | Drea            | Omar            | Lindsay         | Jonathan        |                 |                 |
| Votos:      | Votos:      | Abandona          | 5-0               | 4-0               | 2-2               | 1-1               | Consenso          | 3-1               | 2-2-1             | 3-0               | 6-2-2    | 7-3-1           | 4-1             | 4-0             | 6-2             | 5-3             | 3-2-2           | 4-1             | Desafío         |                 |                 |
|             | Maryanne    |                   |                   | Marya             |                   |                   |                   |                   |                   |                   | Lydia    | Romeo           |                 | Tori            | Hai             | Drea            | Omar (x2)       | Lindsay         | A Salvo         |                 |                 |
|             | Mike        |                   |                   |                   | Nadie             | Nadie             | Nadie             |                   | Chanelle          | Daniel            | Lydia    | Chanelle        | Rocksroy        |                 | Hai             | Drea            | Romeo           | Lindsay         | Ganó            |                 |                 |
|             | Romeo       |                   | Zach              |                   |                   |                   |                   | Swati             |                   |                   | Maryanne | Hai             | Rocksroy        |                 | Jonathan        | Mike            | Omar            | Lindsay         | Inmune          |                 |                 |
|             | Jonathan    |                   |                   | Marya             |                   |                   |                   |                   |                   |                   | Lydia    | Chanelle        |                 | Tori            | Hai             | Drea            | Romeo           | Lindsay         | Perdió          |                 |                 |
|             | Lindsay     |                   |                   | Marya             |                   |                   |                   |                   |                   |                   | Lydia    | Chanelle        |                 | Tori            | Hai             | Drea            | Jonathan        | Jonathan        |                 |                 |                 |
|             | Omar        |                   |                   | Marya             |                   |                   |                   |                   |                   |                   | Nadie    | Romeo           | Rocksroy        |                 | Hai             | Drea            | Jonathan        |                 |                 |                 |                 |
|             | Drea        |                   | Zach              |                   |                   |                   |                   | Swati             |                   |                   | Lydia    | Chanelle        |                 | Tori            | Hai             | Mike (x2)       |                 |                 |                 |                 |                 |
|             | Hai         |                   |                   |                   | Jenny             | Jenny             | Jenny             |                   | Daniel            | Daniel            | Lydia    | Chanelle        | Rocksroy        |                 | Jonathan        |                 |                 |                 |                 |                 |                 |
|             | Tori        |                   | Zach              |                   |                   |                   |                   | Swati             |                   |                   | Jonathan | Chanelle        |                 | Nadie           |                 |                 |                 |                 |                 |                 |                 |
|             | Rocksroy    |                   | Zach              |                   |                   |                   |                   | Tori              |                   |                   | Lindsay  | Chanelle        | Romeo           |                 |                 |                 |                 |                 |                 |                 |                 |
|             | Chanelle    |                   |                   |                   | Nadie             | Nadie             | Nadie             |                   | Mike              | Nadie             | Jonathan | Romeo           |                 |                 |                 |                 |                 |                 |                 |                 |                 |
|             | Lydia       |                   |                   |                   | Jenny             | Nadie             | Nadie             |                   | Daniel            | Daniel            | Maryanne |                 |                 |                 |                 |                 |                 |                 |                 |                 |                 |
| Daniel      | Daniel      |                   |                   |                   | Lydia             | Lydia             | Jenny             |                   | Chanelle          | Nadie             |          |                 |                 |                 |                 |                 |                 |                 |                 |                 |                 |
| Swati       | Swati       |                   | Zach              |                   |                   |                   |                   | Nadie             |                   |                   |          |                 |                 |                 |                 |                 |                 |                 |                 |                 |                 |
| Jenny       | Jenny       |                   |                   |                   | Lydia             | Nadie             | Nadie             |                   |                   |                   |          |                 |                 |                 |                 |                 |                 |                 |                 |                 |                 |
| Marya       | Marya       |                   |                   | Nadie             |                   |                   |                   |                   |                   |                   |          |                 |                 |                 |                 |                 |                 |                 |                 |                 |                 |
| Zach        | Zach        |                   | Nadie             |                   |                   |                   |                   |                   |                   |                   |          |                 |                 |                 |                 |                 |                 |                 |                 |                 |                 |
| Jackson     |             |                   |                   |                   |                   |                   |                   |                   |                   |                   |          |                 |                 |                 |                 |                 |                 |                 |                 |                 |                 |

| Votación del jurado | Votación del jurado | Votación del jurado | Votación del jurado |
| ------------------- | ------------------- | ------------------- | ------------------- |
| Finalistas:         | Romeo 0/8 votos     | Maryanne 6/8 votos  | Mike 1/8 votos      |
| Jurado              | Votos               | Votos               | Votos               |
| Jonathan            |                     |                     | Mike                |
| Lindsay             |                     | Maryanne            |                     |
| Omar                |                     | Maryanne            |                     |
| Drea                |                     | Maryanne            |                     |
| Hai                 |                     | Maryanne            |                     |
| Tori                |                     | Maryanne            |                     |
| Rocksroy            |                     | Maryanne            |                     |
| Chanelle            |                     | Maryanne            |                     |

Notas
1. ↑  A los ganadores se les permitió guardar a un jugador extra e invitar a ese jugador a la recompensa; eligieron a Naseer.
2. ↑  Rocksroy fue exiliado después de no ser elegido para unirse a la recompensa del equipo ganador y compartir su inmunidad. En Exile Island, se le dio la oportunidad de mantener el juego en movimiento tal cual, permitiendo que el equipo ganador mantuviera su inmunidad, o retroceder en el tiempo y cambiar el resultado, en el que él y el equipo perdedor recibirían inmunidad en su lugar. Su decisión fue cambiar el resultado y dar inmunidad al equipo perdedor, un movimiento que ocurrió después de que el equipo ganador original hubiera disfrutado de su recompensa.
3. ↑  El episodio terminó en un suspenso y nadie fue expulsado.
4. ↑  Además de la inmunidad, Jonathan ganó una recompensa para todo su equipo por durar más tiempo en el desafío.
5. 1 2 3 4 5 6  Para ganar el desafío de inmunidad final, Romeo tuvo que asignar inmunidad adicional a otro jugador, y los dos restantes compitieron en un desafío de hacer fuego para determinar el tercer finalista; le dio inmunidad adicional a Maryanne.
6. ↑  El día 17, se llevó a cabo un Consejo Tribal dividido. Los participantes fueron divididos en dos grupos de cinco; cada grupo acudió al Consejo Tribal por separado para eliminar a un náufrago de cada uno.
7. ↑  Debido a un empate, los participantes no involucrados en el empate que tenían la capacidad de votar, Daniel y Hai, tuvieron que llegar a una decisión unánime para votar en contra de Jenny o Lydia, o de lo contrario, Jenny y Lydia se volverían inmunes y los náufragos no inmunes restantes sacarían piedras. Daniel y Hai decidieron eliminar a Jenny.
8. 1 2  La votación resultó en un empate. De acuerdo con las reglas, se llevó a cabo una segunda votación en la que los participantes involucrados en el empate no votarían y los participantes restantes solo podían votar por los que empataron.
9. ↑  Después de dos rondas de votación, el Consejo Tribal permaneció empatado. Según las reglas, los participantes no involucrados en el empate que tenían la capacidad de votar deben llegar a una decisión unánime sobre a quién eliminar entre los náufragos atados, o de lo contrario, los náufragos atados se volverían inmunes y todos los jugadores no inmunes restantes sacarían piedras.
10. ↑  Drea uso su Ventaja Secreta la cual requería de votos extra, lo que le permitió emitir dos votos.
11. ↑  Maryanne uso su Ventaja Secreta la cual requería de votos extra, lo que le permitió emitir dos votos.
12. ↑  Debido a que aceptar una de las "Ventajas de Cuidado", este participante no pudo votar hasta que alguien de las tres tribus encontrara la misma ventaja o las tribus se fusionaran.
13. 1 2  En el juego de decisiones al que Chanelle y Omar asistieron juntos en el Episodio 3, ambos eligieron arriesgar su voto. Como resultado, ambos perdieron su voto en su próximo Consejo Tribal.
14. 1 2 3 4  Este/a jugador/a jugó el Shot in the Dark, y como resultado, tuvo que sacrificar el voto de esa noche.
15. 1 2  Chanelle y Daniel no pudieron votar en la segunda ronda de desempate.
16. 1 2  Jenny y Lydia no pudieron votar en la segunda ronda de desempate.

## Recepción crítica y controversia
Survivor 42 recibió principalmente críticas positivas con elogios dirigidos hacia el elenco, la edición y la ganadora eventual. Sin embargo, la temporada recibió algunas críticas por repetir muchos de los giros y desafíos de Survivor 41. Dalton Ross de Entertainment Weekly clasificó esta temporada en el puesto 20 de 42. Afirmó que "toda la temporada a menudo se sentía como una repetición" debido a la repetición del formato utilizado en la temporada anterior. Sin embargo, elogió a los productores y a la dirección de edición por centrarse más en los jugadores que en los giros y calificó la victoria de Maryanne como la mejor historia de la temporada. Jake Cole de la revista Slant clasificó la temporada en el octavo lugar de 42, elogiando al elenco, la edición, la jugabilidad y la actuación de la "clase magistral" del ganador en el Consejo Tribal Final. Gordon Holmes de Xfinity dijo que "para bien o para mal, las temporadas 41 y 42 van a estar unidas para siempre. Son básicamente un formato idéntico con diferentes elencos. Y la 41 estuvo bien, mientras que 42 fue genial". Andy Dehnart de Reality Blurred llamó a Survivor 42 una mejora con respecto a la temporada anterior debido a «un arco argumental más claro y fuerte que abarca al menos la mitad de la temporada, si no más».